# Discografia di Kehlani
La discografia di Kehlani, cantautrice statunitense, comprende due album in studio, tre mixtape e 46 singoli, di cui diciannove in collaborazione con altri artisti.

## Album

### Album in studio
| Anno | Titolo | Posizione massima | Posizione massima | Posizione massima | Posizione massima | Posizione massima | Posizione massima | Posizione massima | Posizione massima | Posizione massima | Certificazioni |
| Anno | Titolo | US                | AUS               | CAN               | FRA               | IRE               | NLD               | NZ                | SWI               | UK                | Certificazioni |
| ---- | --- | ----------------- | ----------------- | ----------------- | ----------------- | ----------------- | ----------------- | ----------------- | ----------------- | ----------------- | -------------- |
| 2017 | SweetSexySavage - Pubblicato: 27 gennaio 2017 - Etichetta: Atlantic Records - Formati: CD, LP, download digitale, streaming           | 3                 | 32                | 3                 | 127               | 45                | 28                | 18                | 63                | 26                | - USA: Oro     |
| 2020 | It Was Good Until It Wasn't - Pubblicato: 8 maggio 2020 - Etichetta: Atlantic Records - Formati: CD, LP, download digitale, streaming | 2                 | 17                | 4                 | 78                | 66                | 28                | 6                 | 51                | 10                |                |
| 2022 | Blue Water Road - Pubblicato: 29 aprile 2022 - Etichetta: Atlantic Records - Formati: CD, LP, download digitale, streaming            | 13                | —                 | 83                | —                 | —                 | 28                | 34                | —                 | 97                |                |
| 2024 | Crash - Pubblicato: 21 giugno 2024 - Etichetta: Atlantic Records - Formati: CD, LP, download digitale, streaming                      | 2                 | —                 | —                 | —                 | —                 | —                 | —                 | —                 | —                 |                |

### Mixtape
| Anno | Titolo | Posizione massima | Posizione massima | Posizione massima | Posizione massima | Posizione massima | Posizione massima | Posizione massima |
| Anno | Titolo | US                | AUS               | CAN               | FRA               | NLD               | NZ                | UK                |
| ---- | --- | ----------------- | ----------------- | ----------------- | ----------------- | ----------------- | ----------------- | ----------------- |
| 2014 | Cloud 19 - Pubblicato: 26 agosto 2014 - Etichetta: Indipendente - Formati: download digitale                                              | —                 | —                 | —                 | —                 | —                 | —                 | —                 |
| 2015 | You Should Be Here - Pubblicato: 28 aprile 2015 - Etichetta: Indipendente - Formati: download digitale                                    | 36                | —                 | —                 | —                 | —                 | —                 | —                 |
| 2019 | While We Wait - Pubblicato: 22 aprile 2019 - Etichetta: TSNMI Records, Atlantic Records - Formati: CD, LP, download digitale, streaming   | 9                 | 29                | 17                | 200               | 34                | 17                | 47                |
| 2024 | While We Wait 2 - Pubblicato: 28 agosto 2024 - Etichetta: TSNMI Records, Atlantic Records - Formati: CD, LP, download digitale, streaming | —                 | —                 | —                 | —                 | —                 | —                 | —                 |

## Singoli

### Come artista principale
| Anno                                                                                          | Titolo                                     | Posizione massima | Posizione massima | Posizione massima | Posizione massima | Posizione massima | Posizione massima | Posizione massima | Posizione massima | Posizione massima | Posizione massima | Album                              |
| Anno                                                                                          | Titolo                                     | US                | AUS               | CAN               | FRA               | GER               | IRE               | NLD               | NZ                | SWI               | UK                | Album                              |
| --------------------------------------------------------------------------------------------- | ------------------------------------------ | ----------------- | ----------------- | ----------------- | ----------------- | ----------------- | ----------------- | ----------------- | ----------------- | ----------------- | ----------------- | ---------------------------------- |
| 2015                                                                                          | FWU                                        | —                 | —                 | —                 | —                 | —                 | —                 | —                 | —                 | —                 | —                 | Cloud 19                           |
| 2015                                                                                          | The Way (feat. Chance the Rapper)          | —                 | —                 | —                 | —                 | —                 | —                 | —                 | —                 | —                 | —                 | You Should Be Here                 |
| 2015                                                                                          | Champion (con G-Eazy e Iamsu! feat. Lil B) | —                 | —                 | —                 | —                 | —                 | —                 | —                 | —                 | —                 | —                 | N.D.                               |
| 2015                                                                                          | Tore Up                                    | —                 | —                 | —                 | —                 | —                 | —                 | —                 | —                 | —                 | —                 | N.D.                               |
| 2015                                                                                          | Did I                                      | —                 | —                 | —                 | —                 | —                 | —                 | —                 | —                 | —                 | —                 | N.D.                               |
| 2016                                                                                          | 24/7                                       | —                 | —                 | —                 | —                 | —                 | —                 | —                 | —                 | —                 | —                 | N.D.                               |
| 2016                                                                                          | Crzy                                       | 85                | —                 | —                 | —                 | —                 | —                 | —                 | —                 | —                 | —                 | SweetSexySavage                    |
| 2016                                                                                          | Distraction                                | 85                | —                 | —                 | —                 | —                 | —                 | —                 | —                 | —                 | —                 | SweetSexySavage                    |
| 2016                                                                                          | Gangsta                                    | 41                | 61                | 37                | 81                | —                 | 76                | —                 | —                 | —                 | 57                | Suicide Squad: The Album           |
| 2017                                                                                          | Keep On                                    | —                 | —                 | —                 | —                 | —                 | —                 | —                 | —                 | —                 | —                 | SweetSexySavage                    |
| 2017                                                                                          | Good Life (con G-Eazy)                     | 59                | 23                | 53                | 156               | 15                | 32                | 67                | 21                | 13                | 53                | The Fate of the Furious: The Album |
| 2017                                                                                          | Honey                                      | —                 | —                 | —                 | —                 | —                 | —                 | —                 | —                 | —                 | —                 | N.D.                               |
| 2017                                                                                          | Touch                                      | —                 | —                 | —                 | —                 | —                 | —                 | —                 | —                 | —                 | —                 | N.D.                               |
| 2017                                                                                          | Already Won                                | —                 | —                 | —                 | —                 | —                 | —                 | —                 | —                 | —                 | —                 | N.D.                               |
| 2018                                                                                          | Again                                      | —                 | —                 | —                 | —                 | —                 | —                 | —                 | —                 | —                 | —                 | N.D.                               |
| 2019                                                                                          | Nights like This (feat. Ty Dolla Sign)     | 67                | 41                | 61                | —                 | —                 | 27                | —                 | 28                | —                 | 25                | While We Wait                      |
| 2019                                                                                          | Butterfly                                  | —                 | —                 | —                 | —                 | —                 | —                 | —                 | —                 | —                 | —                 | While We Wait                      |
| 2019                                                                                          | Nunya (feat. Dom Kennedy)                  | 122               | —                 | —                 | —                 | —                 | —                 | —                 | —                 | —                 | —                 | While We Wait                      |
| 2019                                                                                          | RPG (feat. 6lack)                          | —                 | —                 | —                 | —                 | —                 | —                 | —                 | —                 | —                 | —                 | While We Wait                      |
| 2019                                                                                          | Change (con Arin Ray)                      | —                 | —                 | —                 | —                 | —                 | —                 | —                 | —                 | —                 | —                 | Phases II                          |
| 2019                                                                                          | Good Thing (con Zedd)                      | 123               | —                 | 91                | —                 | —                 | —                 | —                 | —                 | —                 | 92                | TBA                                |
| 2019                                                                                          | All Me (feat. Keyshia Cole)                | 107               | —                 | —                 | —                 | —                 | —                 | —                 | —                 | —                 | —                 | N.D.                               |
| 2020                                                                                          | Konclusions (con YG)                       | —                 | —                 | —                 | —                 | —                 | —                 | —                 | —                 | —                 | —                 | TBA                                |
| 2020                                                                                          | Can I (feat. Tory Lanez)                   | 50                | —                 | 71                | —                 | —                 | —                 | —                 | —                 | —                 | 85                | It Was Good Until It Wasn't        |
| 2020                                                                                          | Birthday (con Disclosure e Syd)            | —                 | —                 | —                 | —                 | —                 | —                 | —                 | —                 | —                 | 81                | Energy                             |
| 2020                                                                                          | Take You Back (con Russ)                   | —                 | —                 | —                 | —                 | —                 | —                 | —                 | —                 | —                 | —                 | TBA                                |
| "—" indica che l'opera non si è classificata o che non è stata pubblicata in quel territorio. |                                            |                   |                   |                   |                   |                   |                   |                   |                   |                   |                   |                                    |

### Come artista ospite
| Anno                                                                                          | Titolo                                                    | Posizione massima | Posizione massima | Posizione massima | Posizione massima | Posizione massima | Posizione massima | Posizione massima | Posizione massima | Posizione massima | Posizione massima | Album                    |
| Anno                                                                                          | Titolo                                                    | US                | AUS               | CAN               | FRA               | GER               | IRE               | NLD               | NZ                | SWI               | UK                | Album                    |
| --------------------------------------------------------------------------------------------- | --------------------------------------------------------- | ----------------- | ----------------- | ----------------- | ----------------- | ----------------- | ----------------- | ----------------- | ----------------- | ----------------- | ----------------- | ------------------------ |
| 2014                                                                                          | Dance Floor (Nick Cannon feat. Kehlani)                   | —                 | —                 | —                 | —                 | —                 | —                 | —                 | —                 | —                 | —                 | White People Party Music |
| 2014                                                                                          | Lock It Up (Marc E. Bassy feat. Kehlani)                  | —                 | —                 | —                 | —                 | —                 | —                 | —                 | —                 | —                 | —                 | Only the Poeta           |
| 2014                                                                                          | Stay Up (Dyme-A-Duzin feat. Kehlani)                      | —                 | —                 | —                 | —                 | —                 | —                 | —                 | —                 | —                 | —                 | Hip Hope                 |
| 2015                                                                                          | Preach (Ambré feat. Kehlani)                              | —                 | —                 | —                 | —                 | —                 | —                 | —                 | —                 | —                 | —                 | N.D.                     |
| 2016                                                                                          | Wrong (Zayn feat. Kehlani)                                | 113               | —                 | 96                | —                 | —                 | —                 | —                 | —                 | —                 | 118               | Mind of Mine             |
| 2016                                                                                          | You (Belly feat. Kehlani)                                 | —                 | —                 | —                 | —                 | —                 | —                 | —                 | —                 | —                 | —                 | Another Day in Paradise  |
| 2016                                                                                          | No Service in the Hills (Ambré feat. Kehlani)             | —                 | —                 | —                 | —                 | —                 | —                 | —                 | —                 | —                 | —                 | N.D.                     |
| 2017                                                                                          | Heebiejeebies (Aminé feat. Kehlani)                       | —                 | —                 | —                 | —                 | —                 | —                 | —                 | —                 | —                 | —                 | Good for You             |
| 2017                                                                                          | Cigarettes & Crush (Stormzy feat. Kehlani e Lily Allen)   | —                 | —                 | —                 | —                 | —                 | —                 | —                 | —                 | —                 | 30                | Gang Signs & Prayer      |
| 2017                                                                                          | Faking It (Calvin Harris feat. Kehlani e Lil Yachty)      | 94                | —                 | 99                | —                 | —                 | —                 | —                 | —                 | —                 | 97                | Funk Wav Bounces Vol. 1  |
| 2018                                                                                          | Done for Me (Charlie Puth feat. Kehlani)                  | 53                | 97                | 65                | 25                | 100               | 75                | 21                | —                 | 55                | 45                | Voicenotes               |
| 2018                                                                                          | Nowhere Fast (Eminem feat. Kehlani)                       | —                 | 76                | 81                | —                 | 98                | 59                | —                 | —                 | —                 | —                 | Another Day in Paradise  |
| 2018                                                                                          | Playinwitme (Kyle feat. Kehlani)                          | 103               | 38                | 46                | —                 | —                 | 47                | 44                | 13                | —                 | 61                | Light of Mine            |
| 2018                                                                                          | What I Need (Hayley Kiyoko feat. Kehlani)                 | —                 | —                 | —                 | —                 | —                 | —                 | —                 | —                 | —                 | —                 | Expectations             |
| 2018                                                                                          | Ring (Cardi B feat. Kehlani)                              | 28                | —                 | 61                | 29                | —                 | —                 | —                 | —                 | —                 | —                 | Invasion of Privacy      |
| 2018                                                                                          | Body Count (Remix) (Jessie Reyez feat. Normani e Kehlani) | —                 | —                 | —                 | —                 | —                 | —                 | —                 | —                 | —                 | —                 | Being Human in Public    |
| 2019                                                                                          | Ride (YK Osiris feat. Kehlani)                            | —                 | —                 | —                 | —                 | —                 | —                 | —                 | —                 | —                 | —                 | The Golden Child         |
| 2019                                                                                          | Morning (Teyana Taylor feat. Kehlani)                     | —                 | —                 | —                 | —                 | —                 | —                 | —                 | —                 | —                 | —                 | The Album                |
| 2020                                                                                          | I Still (Van Leeuwen feat. Kehlani)                       | —                 | —                 | —                 | —                 | —                 | —                 | —                 | —                 | —                 | —                 | N.D.                     |
| "—" indica che l'opera non si è classificata o che non è stata pubblicata in quel territorio. |                                                           |                   |                   |                   |                   |                   |                   |                   |                   |                   |                   |                          |

### Singoli promozionali
| 2013                                                                                          | Antisummerluv                           | —   | —  | —  | —  | —  | —  | —  | N.D.                        |
| 2014                                                                                          | Till the Morning                        | —   | —  | —  | —  | —  | —  | —  | N.D.                        |
| 2014                                                                                          | Get Away                                | —   | —  | —  | —  | —  | —  | —  | Cloud 19                    |
| 2014                                                                                          | First Position                          | —   | —  | —  | —  | —  | —  | —  | Cloud 19                    |
| 2015                                                                                          | How That Taste                          | —   | —  | —  | —  | —  | —  | —  | You Should Be Here          |
| 2015                                                                                          | Down for You (feat. BJ the Chicago Kid) | —   | —  | —  | —  | —  | —  | —  | You Should Be Here          |
| 2016                                                                                          | Advice                                  | —   | —  | —  | —  | —  | —  | —  | SweetSexySavage             |
| 2017                                                                                          | Undercover                              | —   | —  | —  | —  | —  | —  | —  | SweetSexySavage             |
| 2017                                                                                          | Do U Dirty                              | —   | —  | —  | —  | —  | —  | —  | SweetSexySavage             |
| 2019                                                                                          | You Know Wassup                         | —   | —  | —  | —  | —  | —  | —  | N.D.                        |
| 2020                                                                                          | Get Me (Justin Bieber feat. Kehlani)    | 93  | 61 | 48 | 58 | 75 | 88 | 61 | Changes                     |
| 2020                                                                                          | Valentine's Day (Shameful)              | —   | —  | —  | —  | —  | —  | —  | N.D.                        |
| 2020                                                                                          | Toxic                                   | 68  | —  | —  | —  | —  | —  | —  | It Was Good Until It Wasn't |
| 2020                                                                                          | Everybody Business                      | 110 | —  | —  | —  | —  | —  | —  | It Was Good Until It Wasn't |
| 2020                                                                                          | F&MU                                    | 107 | —  | —  | —  | —  | —  | —  | It Was Good Until It Wasn't |
| "—" indica che l'opera non si è classificata o che non è stata pubblicata in quel territorio. |                                         |     |    |    |    |    |    |    |                             |